# Хасан Азис
Хасан Азис Исмаил е кмет на град Кърджали и общински лидер на ДПС.

## Биография
Роден е на 16 април 1969 в Кърджали. Детството му преминава в село Мост, Кърджалийско. Дипломира се като магистър-инженер по промишлено и гражданско строителство в Университета по архитектура, строителство и геодезия в София. Успоредно с това следва и „Маркетинг и мениджмънт“ в УНСС. През 2020 г. получава от УНСС степен „доктор“.
Кмет на Община Кърджали в периода 2003 – 2023 г., общински лидер на ДПС в Кърджали.

### Политическа дейност
- 13 май 1991 г. – 1993 г. – учредител и председател на „Академично дружество“ – ДПС – гр. София, член на ЦС на ДПС;

- от 1991 г. – член на ЦС на ДПС

- 1993 – 1998 г. – председател на Съюза на академичните и младежки дружества (САМД) към ДПС, член на ЦС на ДПС;

- 2000 – 2003 г. – заместник-председател на МДПС, член на ЦС на ДПС;

- 2001 г. – кандидат-депутат от 9-и многомандатен избирателен район – Кърджали, Парламентарни избори 2001 г.

- 2003 – 2016 г. – заместник-председател на Областния съвет на ДПС – Кърджали;

- от 2003 г. – заместник-председател на Националното сдружение на общините в Република България

- 2003 – 2006 г. – заместник-председател на Асоциацията на Родопските общини (АРО)

- 2005 г. – кандидат-депутат от 9-и многомандатен избирателен район – Кърджали, Парламентарни избори 2005 г.

- от 2007 г. – член на Комитета на регионите, Брюксел;

- 2009 г. – кандидат-депутат от 9-и многомандатен избирателен район Кърджали;

- 2009 – 2011 г. – председател на ОбС на ДПС;

- януари 2016 – март 2016 г. – Вр.и.д. председател на Областен съвет на ДПС

- от април 2016 г. – заместник-председател на ЦС на ДПС